# Visarion Bălțat
Visarion Bălțat (n. 19 octombrie 1959, orașul Tălmaciu, județul Sibiu) este un cleric din România.
Din 2008 este episcop  al Episcopiei Tulcii din cadrul Mitropoliei Munteniei și Dobrogei, membru al Sfântului Sinod al Bisericii Ortodoxe Române.
S-a născut la data de 19 octombrie 1959, în localitatea Tălmaciu, jud. Sibiu, din părinții Nicolae și Măcinica Bălțat, la botez primind numele de Dumitru.

## Studii
- 1966 - 1974 Școala generală la Tălmaciu.
- 1974 - 1976 Treapta I de liceu la Liceul din aceeași localitate.
- 1976 - 1981 Seminarul Teologic Ortodox Român din Cluj.

Stagiu militar cu termen redus la UM 01336 din Zalău.
- 1982 - 1986 Institutul Teologic Universitar din Sibiu ( licențiat în Teologie, ca șef de promoție cu media 9,92), având ca teză de licență subiectul Biserica Ortodoxă Română văzută de călătorii străini (sec. XVI - XIX), sub îndrumarea pr. prof. dr. Mircea Păcurariu.
- 1986 - 1989 Doctorat în Teologie, specializarea Teologie Dogmatică și Simbolică, la Institutul Teologic din Sibiu.
- 1994 - 1995 Cursuri de specializare la Facultatea de Filozofie a Universității din Atena.
- 1995 - 1997 Cursuri de specializare la Facultatea de Teologie a Universității din Atena.

## Repere biografice
- 5 mai 1989 - este tuns în monahism la Mânăstirea Sâmbăta de Sus, jud. Brașov, de către arhiepiscopul și mitropolitul Ardealului, Crișanei și Maramureșului dr. Antonie Plămădeală, unde primește numele de Visarion.
- 15 august 1989 - a fost hirotonit întru diacon (ierodiacon), apoi preot (ieromonah) la 5 octombrie 1997, în Catedrala Ortodoxă Română din Cluj de către arhiepiscopul Bartolomeu Anania al Vadului Feleacului și Clujului și întru arhiereu, în Catedrala Ortodoxă Română din Alba Iulia, la 12 octombrie 1997.
- 1 iunie 1989 - 1 iulie 1996 – secretar eparhial la Centrul Mitropolitan din Sibiu.
- 1991 – 1994 – asistent universitar de limbi clasice la Facultatea de Teologie „Andrei Șaguna” din Sibiu.
- 1 iulie 1996 - octombrie 1997- consilier cultural al Arhiepiscopiei Sibiului.
- 12 octombrie 1997 - 24 martie 2008 – Episcop–vicar al Arhiepiscopiei Sibiului.
- 5 martie 2008 este ales episcop al Tulcii, iar la 25 martie 2008 este întronizat ca episcop titular al Eparhiei Tulcii de către patriarhul Daniel, în Catedrala „Buna Vestire” din Tulcea.
- Este cetățean de onoare al localităților Zărnești și Rășinari.

## Activitate publicistică
A publicat peste 200 de articole în reviste bisericești din țară (Telegraful Român, Mitropolia Ardealului etc.), precum și în publicații laice.
- Mergând învățați, Sibiu, 2001.
- Biserica Ortodoxă Română văzută de călătorii străini în sec. XVI – XIX, Sibiu, 2001.
- Logos și cultură, Sibiu, 2005.

9 noiembrie 2005 – susține teza de doctorat în Teologie la Facultatea de Teologie ,,Andrei Șaguna” din Sibiu, cu titlul ,,Învățătura mariologică a Sfântului Nicolae Cabasila”.